# 鎌倉カスター

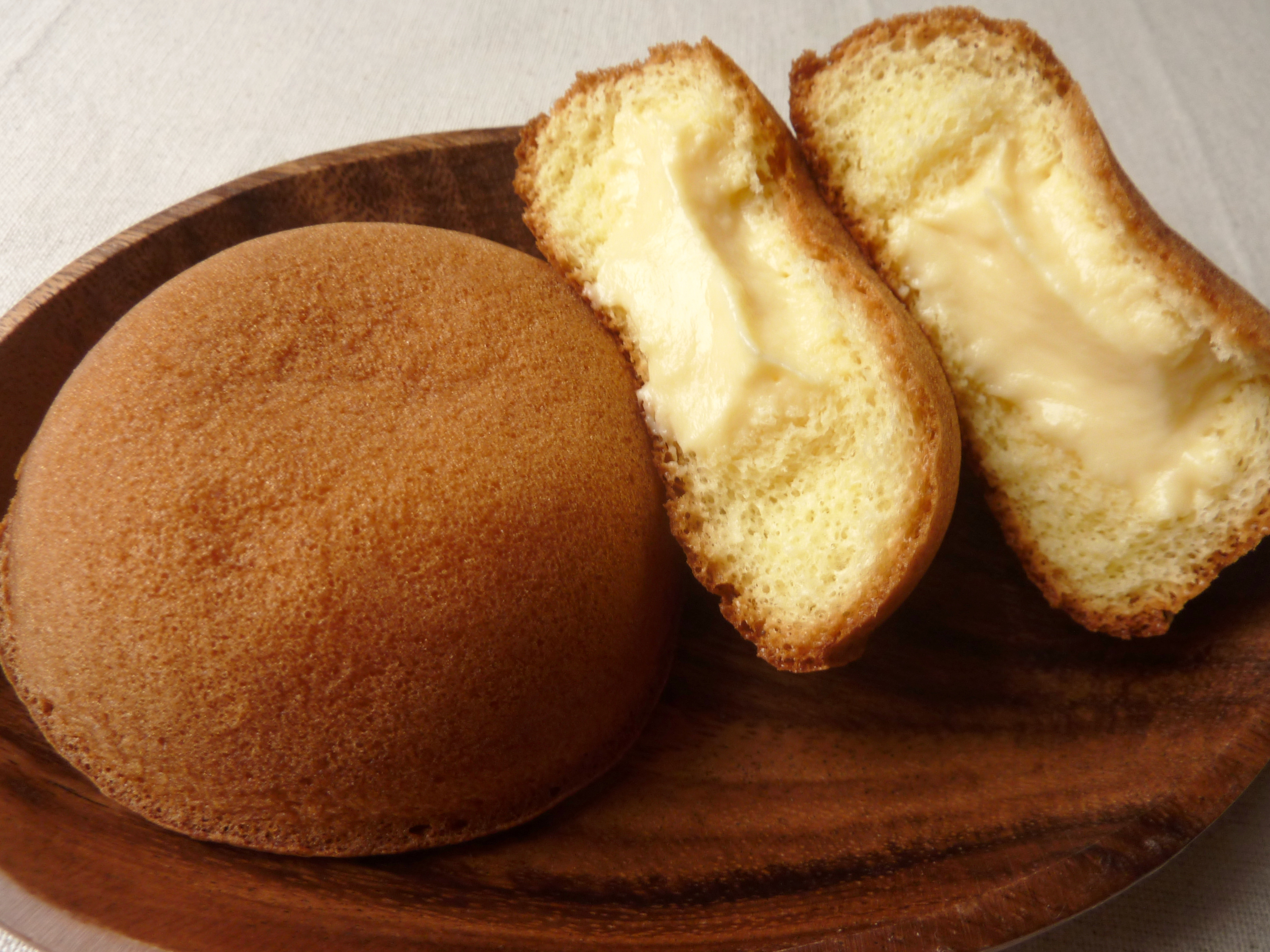
かまくらカスターのカスタード味

鎌倉カスター（かまくらカスター）は、神奈川県鎌倉市にある鎌倉ニュージャーマンが1983年から製造販売している洋生菓子である。

## 概要
鎌倉ニュージャーマンの創業者である高野貞夫が、シュークリームとショートケーキのスポンジを組み合わせて創作した菓子である。かつては映画やアニメ、小説などにも登場するほどの知名度を誇った。
ドーム型のスポンジ生地の中に、クリームが入っている洋菓子。クリームはカスタードとチョコレートの他に、紅茶、ストロベリー、バナナなど季節に合わせたものもある。季節によってはハチミツの量も変えていく。
不二家が1994年から発売している「ペコちゃんのほっぺ」と比較対象とされることが多い。